# Zjeleznaja pjata
Zjeleznaja pjata (russisk: Железная пята) er en russisk stumfilm fra 1919 af Vladimir Gardin, Andrej Gortjilin, Olga Preobrasjenskaja, Jevgenij Ivanov-Barkov, Leonid Leonidov og Tamara Glebova.